# Troglomysis vjetrenicensis
Troglomysis vjetrenicensis är en kräftdjursart som beskrevs av Hans-Jürgen Stammer 1933. Troglomysis vjetrenicensis ingår i släktet Troglomysis och familjen Mysidae. Inga underarter finns listade i Catalogue of Life.